# Міхай Біро
Міхай Даніель Біро (угор. Mihály Dániel Bíró, 19 вересня 1919 — червень 1970) — угорський футболіст, що грав на позиції нападника за клуб «Ференцварош», а також національну збірну Угорщини. 
Дворазовий чемпіон Угорщини, володар кубка Мітропи.

## Клубна кар'єра
У футболі дебютував 1937 року виступами за команду «Ференцварош», кольори якої і захищав протягом усієї своєї кар'єри гравця, що тривала чотири роки. За цей час став дворазовим чемпіоном Угорщини, володарем кубка Мітропи.

## Виступи за збірну
Був присутній в заявці збірної на чемпіонаті світу 1938 року у Франції, але на поле не виходив.
Помер у червні 1970 року на 51-му році життя.

## Титули і досягнення
- Чемпіон Угорщини (2):

«Ференцварош»: 1937-1938, 1939-1940
- Володар кубка Мітропи (1):

«Ференцварош»: 1937
- Віце-чемпіон світу: 1938